# Mandjap I
Mandjap I est un village de la Région du Littoral du Cameroun, situé dans la commune de Ngambe. 

## Population et développement
En 1967, la population de Mandjap I était de 590 habitants, essentiellement des Babimbi du peuple Bassa. La population de Mandjap I était de 304 habitants dont 148 hommes et 156 femmes, lors du recensement de 2005.  